# Eduard Selberg

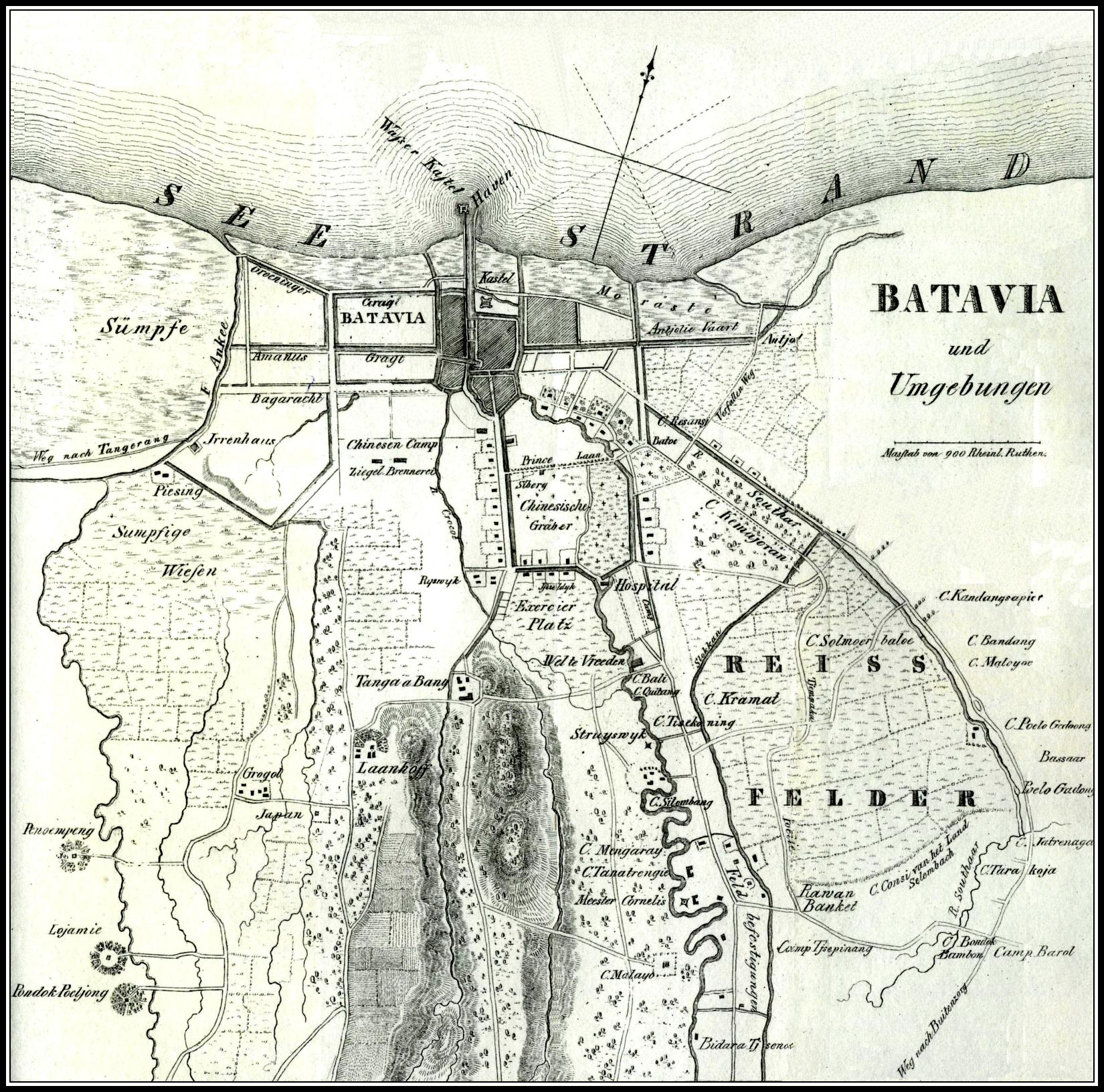
Batavia und Umgebungen – Selberg 1846

Eduard Selberg (* 22. Februar 1811 in Rinteln; † 11. Oktober 1878 ebenda) war ein deutscher Mediziner, Schriftsteller und Geograph.

## Leben
Eduard Selberg war ein Sohn des um 1780 in Rinteln geborenen Kaufmanns Ludwig Selberg. Eduard Selberg studierte ab Ostern 1832 an der Philipps-Universität Marburg Medizin und wurde 1836 mit seiner Dissertation De Phantasia promoviert. Später wirkte er als Arzt und Kreisphysicus in Rinteln.
Als Geograph und Schriftsteller ist Selberg vor allem durch seine zwischen 1840 und 1846 erschienenen Reisebeschreibungen von Java, die von Willem Louis de Sturler (1802–1879) übersetzt auch in niederländischer Sprache erschienen, bekannt.
Von seiner Korrespondenz ist ein Brief an Johann Gottfried Lüdde überliefert.

## Schriften
- De Phantasia. Dissertatio Inauguralis Physiologico-Medica. Steuberi, Marburg 1836 Digitalisat
- Ueber die vergangene und gegenwärtige Lage der Insel Java. Literarisch-Artistisches Verlags-Institut, Rinteln und Leipzig 1840 Digitalisat
- mit Willem Louis de Sturler: Over den verledenen en tegenwoordigen toestand van het eiland Java. Oomkens, Groningen 1841 Digitalisat
- Reise nach Java und Ausflüge nach den Inseln Madura und St. Helena. Stalling, Oldenburg 1846 Digitalisat
- mit Willem Louis de Sturler: Reis naar Java en bezoek op het eiland Madura. Van Kampen, Amsterdam 1846 Digitalisat
- Ueber die Anlage eines Colonialhandels-Etablissements im ostindischen Archipel. In: Zeitschrift der Deutschen Morgenländischen Gesellschaft, Band 1. 1847. S. 137–147 (Digitalisat).